# Cratere Iasus
Iasus è un cratere sulla superficie di Dione.